# Passeport grenadien
Le passeport grenadien est un document de voyage international délivré aux ressortissants grenadiens, et qui peut aussi servir de preuve de la citoyenneté grenadienne. 